# Kecamatan Terangon
Kecamatan Terangon (indonesiska: Terangon) är ett distrikt i Indonesien.   Det ligger i provinsen Aceh, i den västra delen av landet, 1 600 km nordväst om huvudstaden Jakarta.